# Sukobi u Gorskom Karabahu 2023.
Sukobi u Gorskom Karabahu 2023. su oružani sukobi između armenskih i azerbajdžanskih vojnih snaga u Gorskom Karabahu. Sukobi je započelo tijekom noći s 19. na 20. rujna 2020. godine duž linije kontakta Gorskog Karabaha, kada je Azerbajdžan – čije su vojne snage još od prosinca 2022. god. blokirale sve ceste koje su vodile do Gorskog Karabaha i izazvale teške nestašice za oko 120.000 stanovnika i zastoj praktično cjelokupnog gospodarskog života Gorskog Karabaha – započeo topničke udare diljem Gorskog Karabaha, uključujući njegov glavni grad Stepanakert.
Nakon samo jednog dana, lokalne armenske vlasti su pristale na primirje uvjetovano potpunim raspuštanjem vlastitih oružanih snaga. Vojne snage Republike Armenije se nisu angažirale u sukobu, a mirovne snage Ruske Federacije – koje su ondje bile raspoređene nakon primirja kojim je bio dovršen Drugi rat u Gorskom Karabahu (2020.) – su jedino posredovale u sklapanju novog primirja.
21. rujna 2023. god. su započeli su u glavnom gradu Azerbejdžana Bakuu politički pregovori o budućnosti Gorskog Karabaha.
22. ruja 2023. god. azerbajdžanske vlasti izvješćuju da će poslati prva 4 svoja 20-tonska kamiona s hranom i higijenskim proizvodima za dugotrajnom blokadom pogođeno stanovništvo Gorskog Karabaha. Opskrba električnom energijom i telefonske veze i dalje ostaju prekinutim.
Na Azerbejdžanskoj strani je tijekom vojnih operacija u Gorskom Karabahu poginulo oko 200 vojnika i policajaca, a ranjeno je daljnjih oko 500. Preliminarni podatci o gubitcima na armenskoj strane govore o oko 220 poginulih vojnika i više desetaka poginulih civila.
Prema armenskim izvorima, u tjednima nakon okončanja vojnog sukoba, iselilo je pretežni dio armenskog stanovništva Gorskog Karabaha; preko 100 tisuća ljudi.